# Hôtel Adlon (film)
Pour les articles homonymes, voir Adlon.
Pour plus de détails, voir Fiche technique et Distribution.
Hôtel Adlon (Hotel Adlon) est un film allemand réalisé par Josef von Báky, sorti en 1955.

## Synopsis
Le film raconte par épisodes le légendaire hôtel de luxe berlinois du point de vue de Paul Rippert. Ce jeune homme y entre en 1907, tout de suite après l'ouverture, d'abord comme serveur et groom. Il se souvient des clients illustres comme Guillaume II et rencontre la jeune employée Ninette, qui deviendra sa femme. Les grandes personnalités côtoient aussi les plus sombres. Une tentative d'assassinat sur le tsar russe Nicolas II est empêchée peu avant qu'éclate la Première Guerre mondiale.
Les directeurs vont et viennent, les monarques et les chefs d'État dorment à l'Hôtel Adlon, tandis que Rippert grimpe dans la hiérarchie. Lorsque le fondateur de l'hôtel et patriarche de la famille Lorenz Adlon meurt, une nouvelle ère commence. Paul Rippert connaît au cours des décennies de son travail à l'hôtel Adlon les événements joyeux comme les moments tragiques de certains clients. Comme une danseuse qui a de nombreuses aventures amoureuses pendant la guerre ou un voleur élégant qui met tout l'hôtel sur ses gardes. Avec l'arrivée des nazis au pouvoir, Rippert doit faire face à de nouveaux défis. les Jeux olympiques d'été de 1936 sont un moment particulièrement intense. Peu de temps après la fin de la guerre en 1945, l'hôtel subit un grand incendie. Ce nouveau départ pour le nouveau directeur de l'hôtel Paul Rippert n'est pas des plus faciles.

## Fiche technique
- Titre français : Hôtel Adlon[1]
- Titre original : Hotel Adlon
- Réalisation : Josef von Báky assisté de Werner Bergold
- Scénario : Emil Burri (de), Johannes Mario Simmel d'après les mémoires de Hedda Adlon, Hotel Adlon. Das Haus, in dem die Welt zu Gast war
- Musique : Georg Haentzschel
- Direction artistique : Rolf Zehetbauer
- Costumes : Manon Hahn
- Photographie : Fritz Arno Wagner
- Son : Werner Maas
- Montage : Walter Wischniewsky
- Production : Artur Brauner
- Sociétés de production : CCC-Film
- Société de distribution : Herzog-Filmverleih
- Pays de production :  Allemagne de l'Ouest
- Langue : allemand
- Format : Noir et blanc - 1,37:1 - Mono - 35 mm
- Genre : Drame
- Durée : 100 minutes
- Dates de sortie :
  - Allemagne de l'Ouest : 1er septembre 1955.
  - France : 3 mai 1957[1].

## Distribution
- Sebastian Fischer : Paul Rippert
- Nelly Borgeaud : Ninette
- René Deltgen : Gravic
- Werner Hinz : Lorenz Adlon
- Nadja Tiller : Mabel
- Erich Schellow : Louis Adlon
- Karl John : von Malbrand
- Peter Mosbacher : Andrewski
- Hans Caninenberg (de) : Le directeur Jansen
- Lola Müthel (de) : Nina
- Walter Bluhm : Le secrétaire Saalfeld
- Kurt Buecheler (de) : L'oberstleutnant Brockmann
- Stanislav Ledinek : Kovan
- Helmuth Lohner : L'archiduc Karl
- Ralph Lothar (de): Adelbert
- Arno Paulsen : Wilitschek
- Werner Peters : Kulikowski
- Ewald Wenck : Le chansonnier
- Claude Farell : Dolores Silva

## Source de la traduction
- (de) Cet article est partiellement ou en totalité issu de l’article de Wikipédia en allemand intitulé « Hotel Adlon (Film) » (voir la liste des auteurs).